# Hofjægermesteren Paa Skovsholm
Hofjægermesteren Paa Skovsholm er en dansk stumfilm fra 1916, der er produceret af M. Hoffmann. Filmens instruktør er ukendt. 

## Handling
Denne artikel mangler et handlingsreferat. Hjælp os med at skrive det.